# Nuragheïta
La nuragheïta és un mineral de la classe dels sulfats. El nom està relacionat amb nuraghe, unes construccions de l'edat del bronze exclusives de l'illa de Sardenya.

## Característiques
La nuragheïta és un sulfat de fórmula química Th(MoO₄)₂·H₂O. Es tracta del segon molibdat de tori trobat a la natura. Va ser aprovada com a espècie vàlida per l'Associació Mineralògica Internacional l'any 2013. Cristal·litza en el sistema monoclínic.
L'exemplar que va servir per a determinar l'espècie, el que es coneix com a material tipus, es troba conservat a les col·leccions del Museu d'Història Natural de la Universitat de Pisa (Itàlia), amb el número de catàleg: 19680.

## Formació i jaciments
Va ser descoberta a Punta de Su Seinargiu, al municipi de Sarroch, pertanyent a la ciutat metropolitana de Càller (Sardenya, Itàlia). Es tracta de l'únic indret de tot el planeta on ha estat descrita aquesta espècie mineral.